# Helenin dvůr
Zájezdní hostinec Helenin dvůr (tehdy něm. Helenenhof), často zvaný pouze Helenin dvůr, původního názvu Tappenhof, stojí v Libušině ulici 438/16 v Karlových Varech v městské památkové zóně. Současnou podobu budova získala v roce 1834, postavena je ve stylu pozdního baroka. V roce 1992 byl areál hostince prohlášen za kulturní památku.

## Historie
Na místě dnešního areálu stával zájezdní hostinec s názvem Tappenhof. Ten byl v roce 1834 přestavěn a roku 1837, v návaznosti na ubytování ruské velkokněžny Heleny Pavlovny, přejmenován na Helenenhof (později česky Helenin dvůr). Až do doby, kdy byl postaven hotel Imperial (1912), tvořil významnou dominantu jihovýchodní části města, již tehdy pohodlně dostupnou lanovkou z lázeňského centra.

## Ze současnosti
V roce 1992 byl areál zájezdního hostince Helenin dvůr – hostinec (parc. 696), vstupní pavilon (čp. 438), schodiště (parc. 694) – prohlášen za kulturní památku, památkově chráněn je od 15. září 1992, rejstř. č. ÚSKP 12091/4-4909.
V roce 2014 byl dům uveden v Programu regenerace Městské památkové zóny Karlovy Vary 2014–2024 v části II. (tabulková část 1–5 Přehledy) v seznamu nemovitých kulturních památek na území MPZ Karlovy Vary s aktuálním stavem „vyhovující“.
V současnosti (září 2021) je evidován jako objekt k bydlení ve vlastnictví společnosti Imperial Karlovy Vary a. s. Slouží jako součást technických provozů hotelu Imperial.

## Popis
Areál hostince se nachází v městské památkové zóně v ulici Libušina 16, čp. 438.
Byl zbudován jako pozdně barokní soubor objektů – budova hostince, schodiště a vstupní pavilon. Hlavní budova je rozložitá jednopatrová stavba s polovalbovou střechou, štítem je orientována k městu. Fasáda je řešena střízlivě, pouze s pásovou rustikou v přízemí. Přízemí a patro je zděné ze smíšeného zdiva, štít je hrázděný s vysazeným balkonem. Částečně se dochoval systém arkád v západním průčelí.

## Galerie

Helenenhof – Helenin dvůr v Karlových Varech
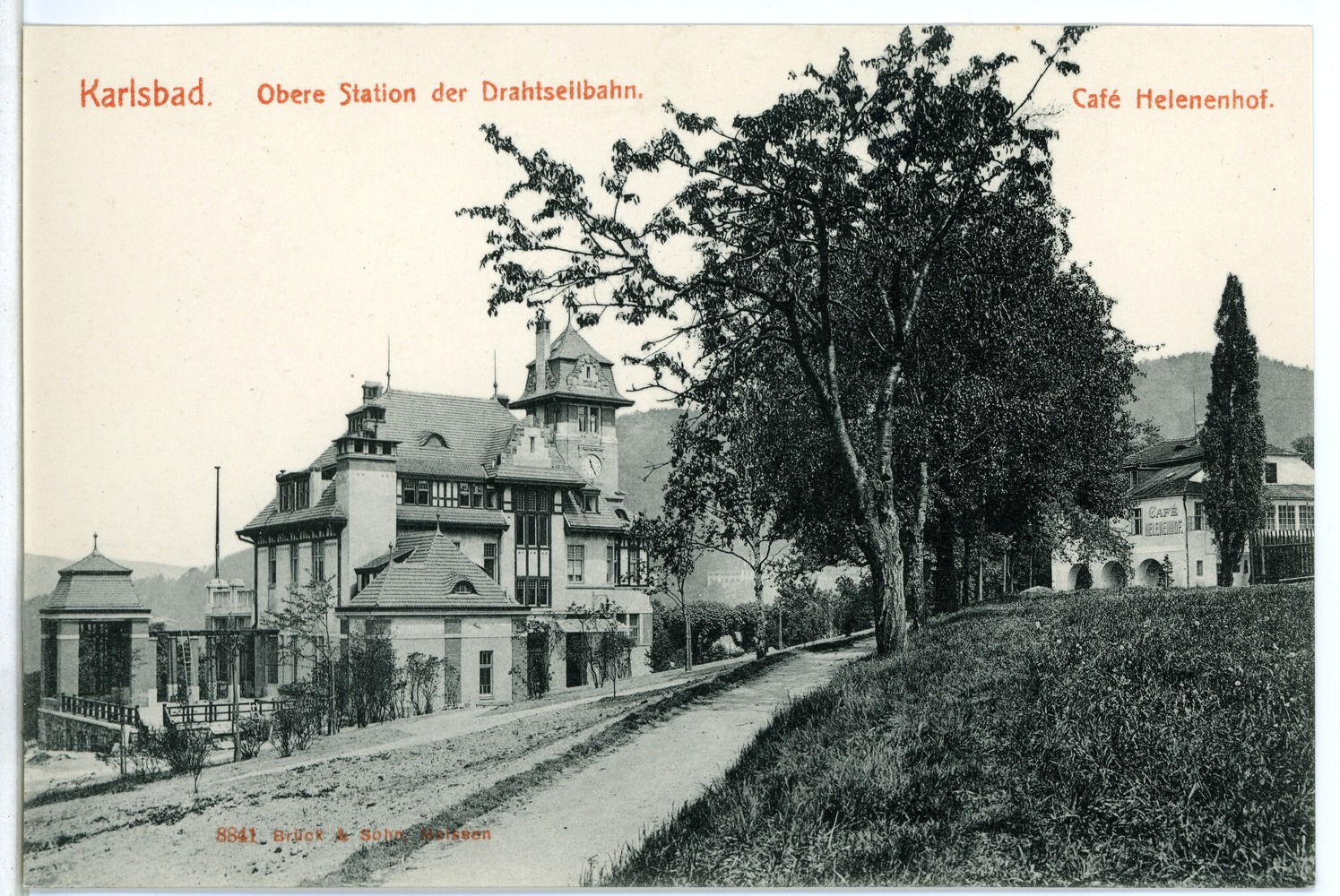
Horní stanice lanovky, vpravo kavárna Helenenhof, pohlednice z roku 1907
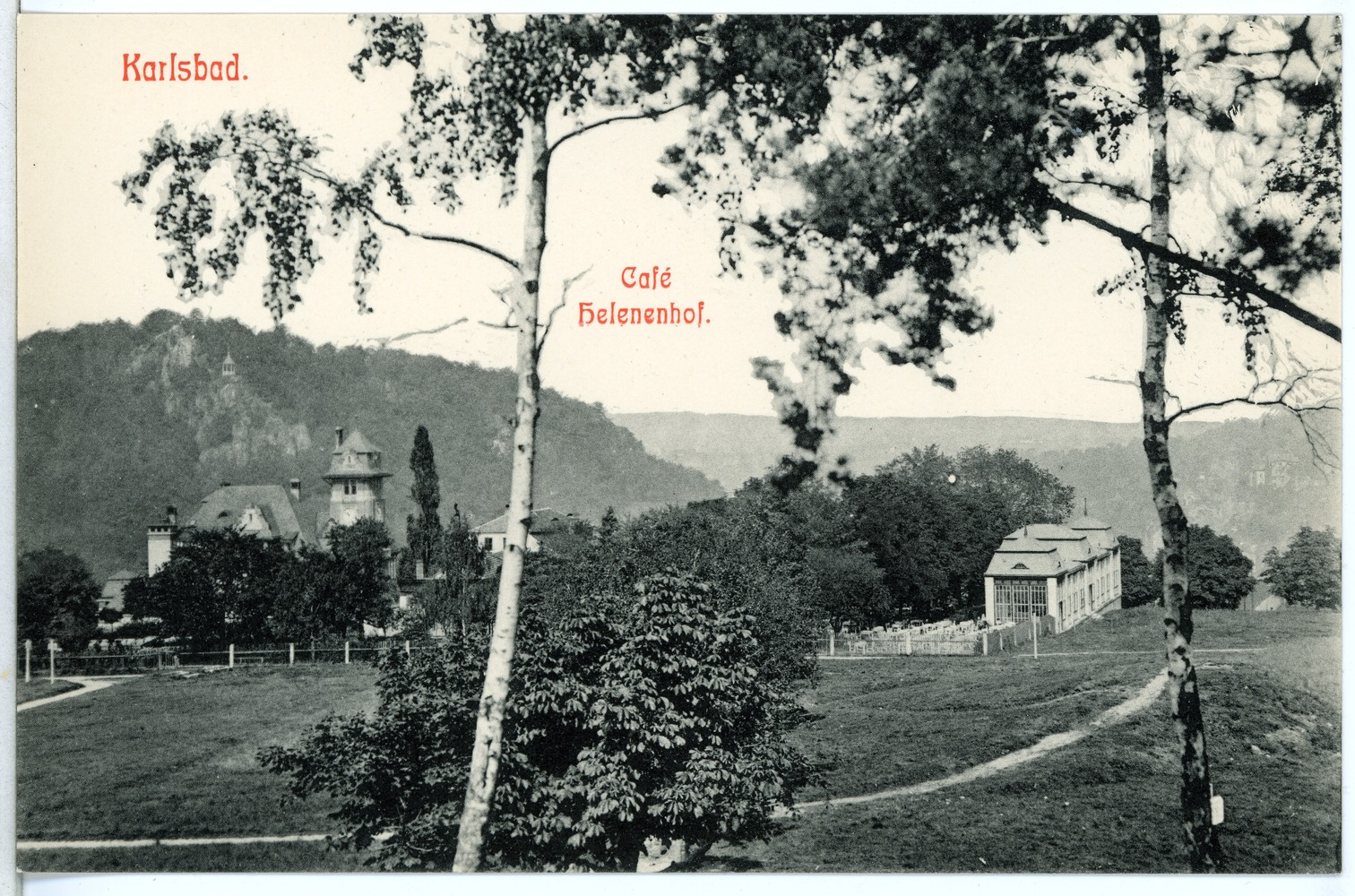
Budova vlevo horní stanice lanovky, vpravo kavárna Helenenhof, pohlednice z roku 1910
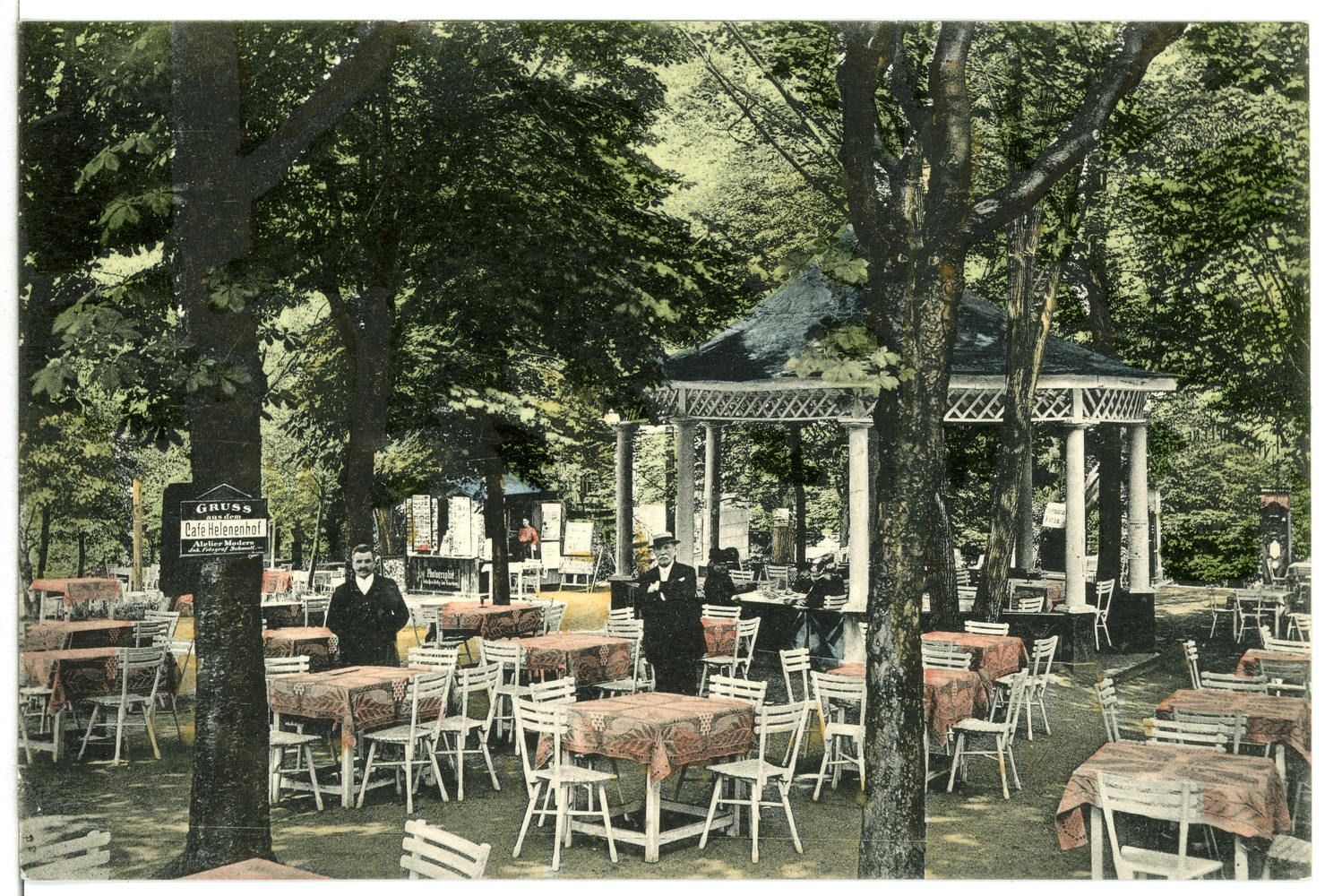
Kavárna Helenenhof, pohlednice z roku 1910
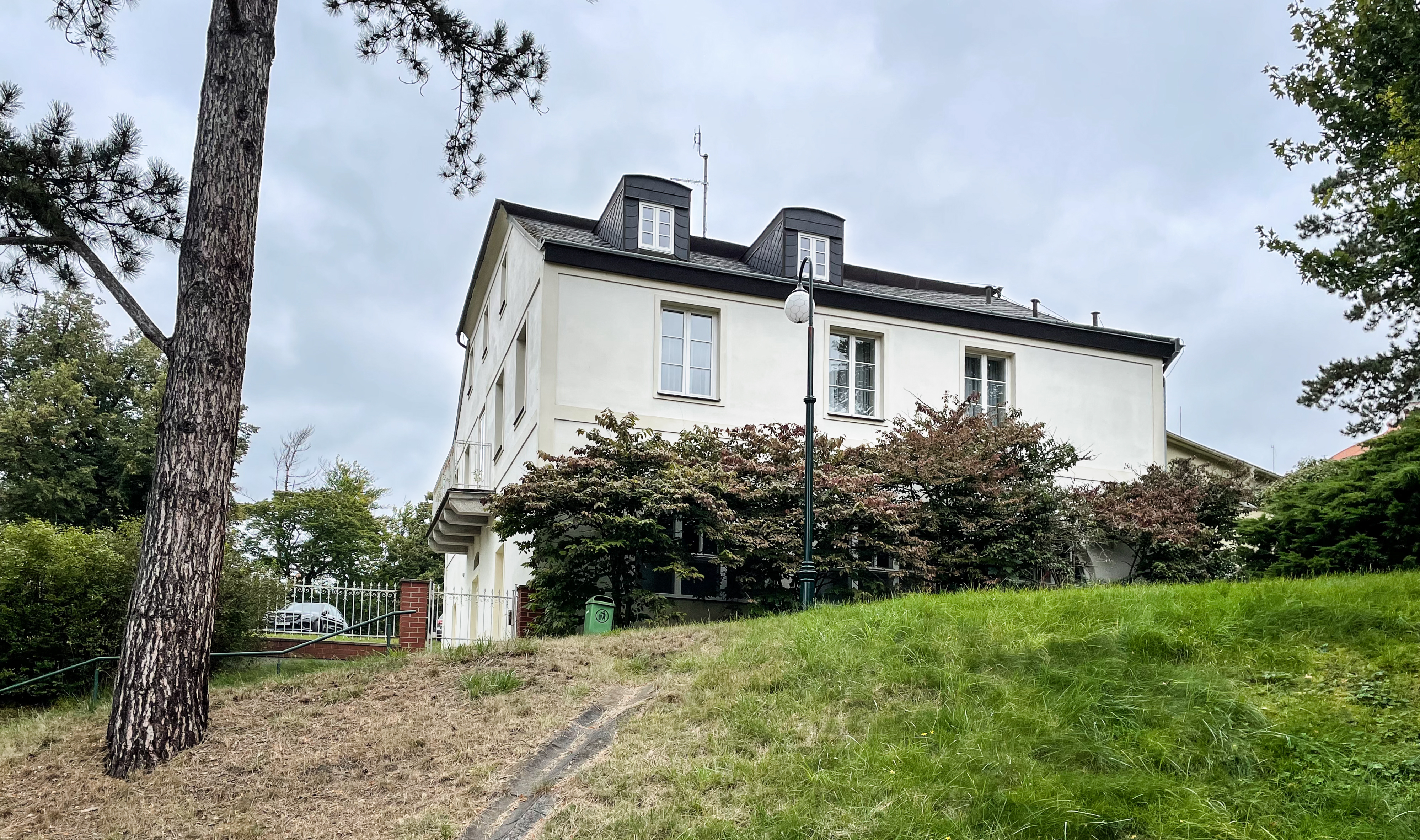
Bývalý hostinec, pohled od severozápadu, září 2021
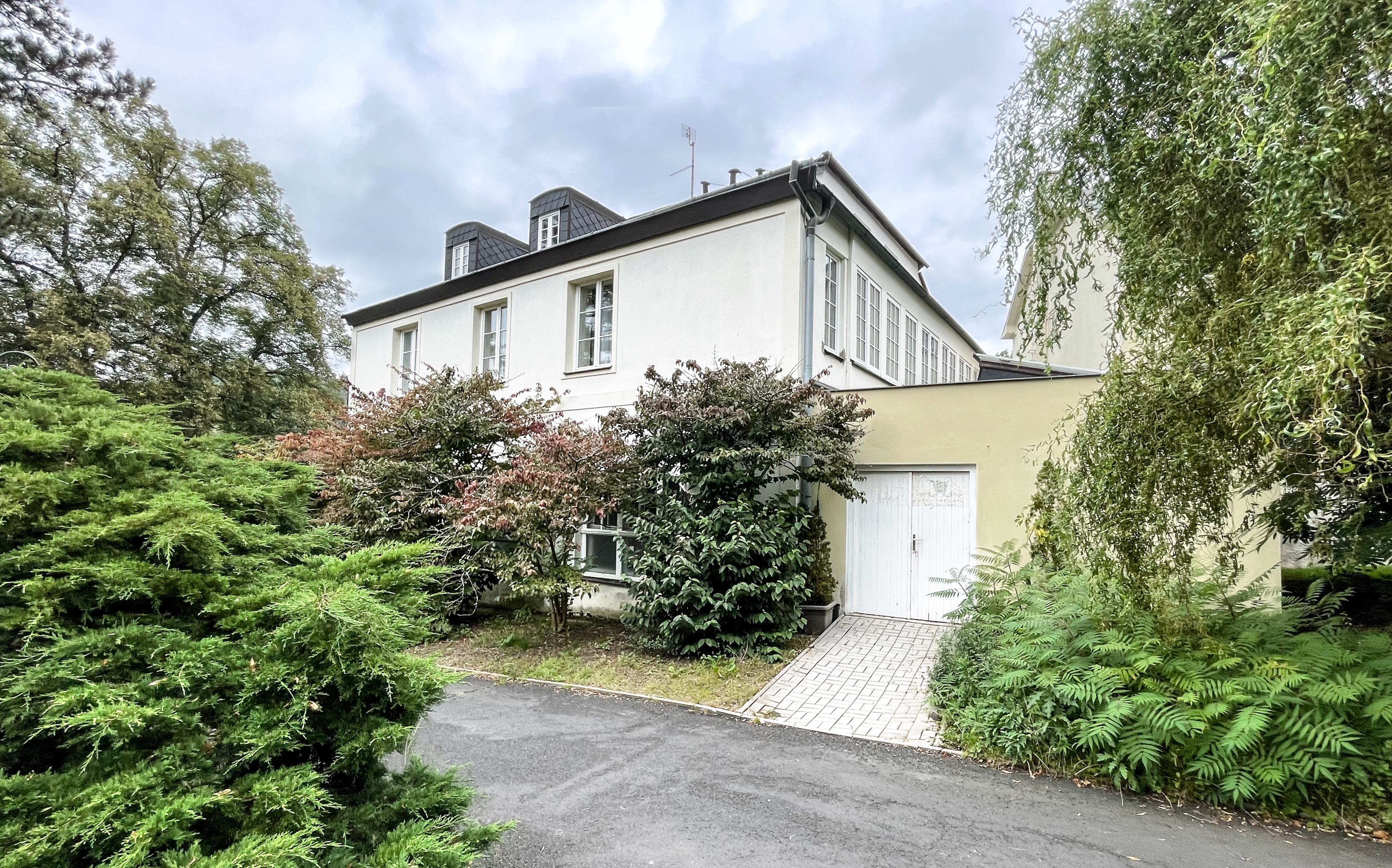
Bývalý hostinec, pohled od západu, září 2021
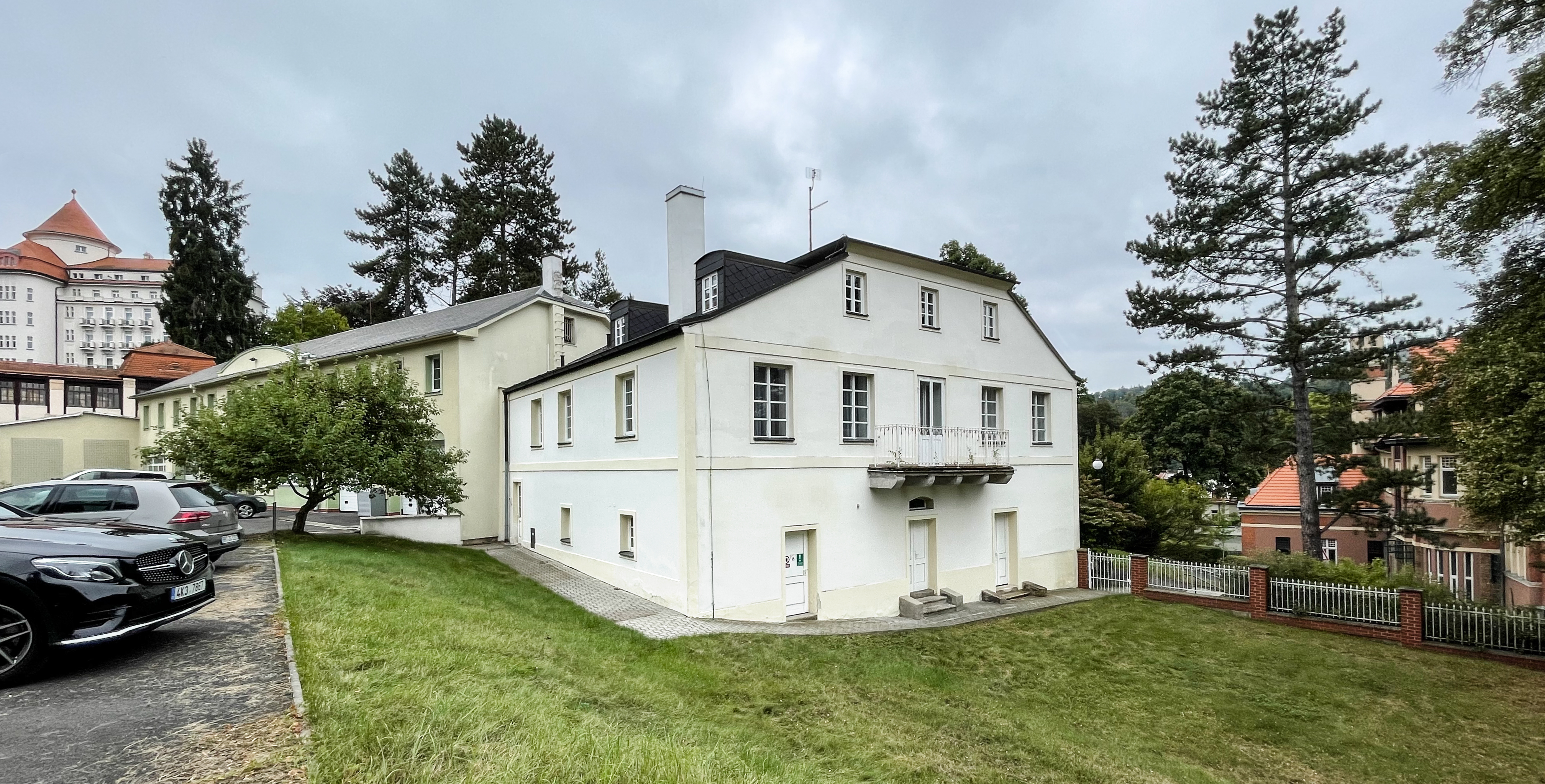
Bývalý hostinec, pohled od severu, září 2021